# 天宝
天宝（てんぽう、1917年2月 - 2008年2月21日）は、チベット人の中国共産党員。「天宝」は漢名であり、チベット名はサンギェイェシェ（sangs rgyas ye shes, 桑吉悦希）。「天宝」の漢名は毛沢東によって与えられたものである。西川道理番県（現在の四川省アバ・チベット族チャン族自治州バルカム市）の出身。

## 略歴
1917年2月誕生、12歳ごろ、寺にはいり、小僧となった。1935年、中国工農紅軍に参加、この年の春、中国共産主義青年団に加入、秋に共産党に入党した。四川省副省長、西康省蔵族自治区人民政府主席、西蔵自治区人民政府主席などの行政職を歴任。また中国共産党員として、第8期中央委員候補、第9,10期中央委員、第1,2,3,5期全国人民代表大会代表等。1979年8月より1981年4月まで西蔵自治区人民政府主席。
2008年2月21日、成都にて没。